# Krzysztof Ernst

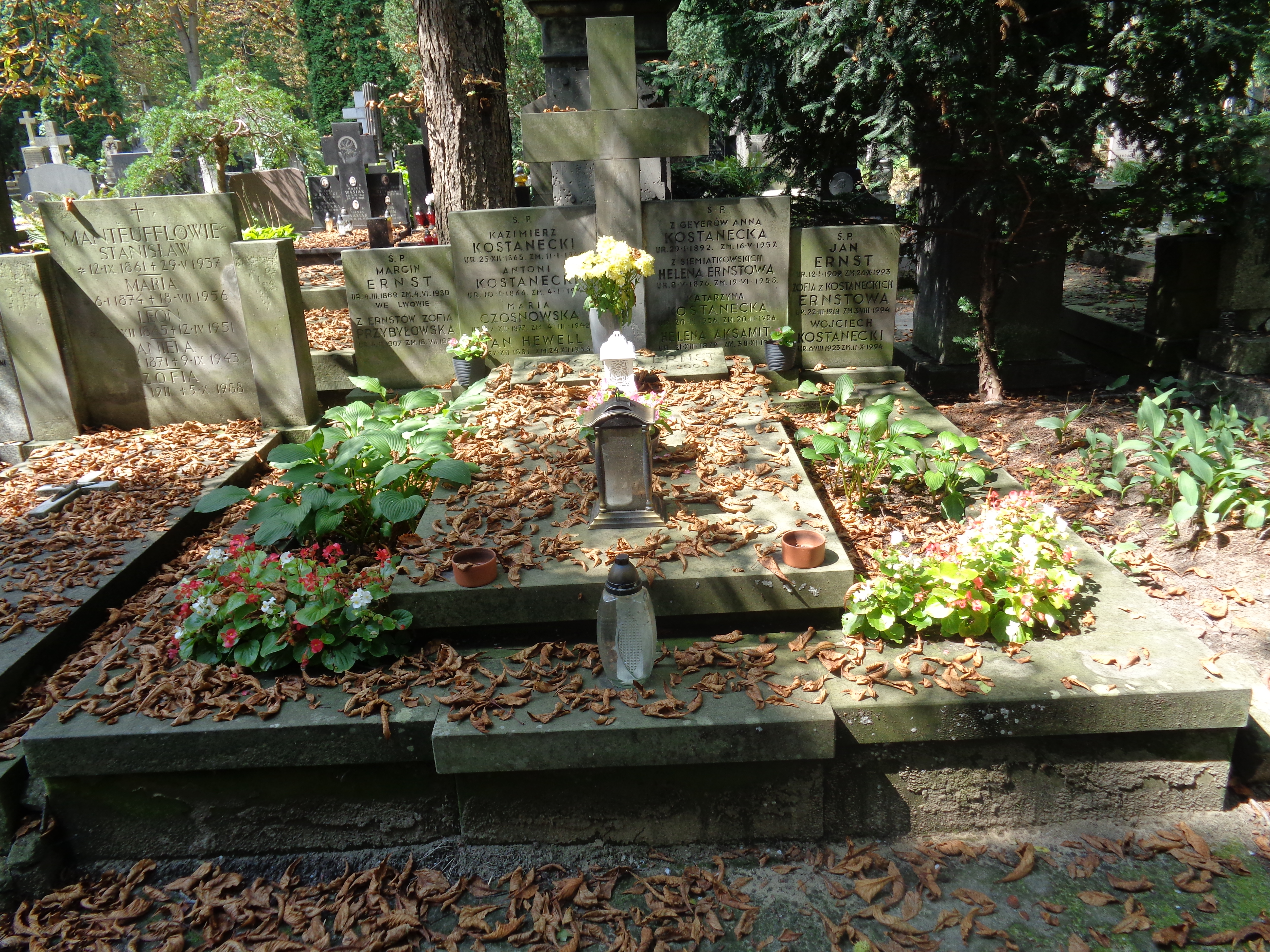
Grób Krzysztofa Ernsta na cmentarzu Powązkowskim

Krzysztof Ernst (ur. 14 stycznia 1940 w Warszawie, zm. 2 stycznia 2003 tamże) – polski fizyk specjalizujący się w fizyce atomowej i cząsteczkowej, profesor zwyczajny.

## Życiorys
Krzysztof Marcin Ernst był synem Jana, profesora geografii, i Zofii z Kostaneckich, tłumaczki literatury włoskiej, oraz wnukiem Marcina Ernsta – długoletniego kierownika Zakładu Astronomii Uniwersytetu Jana Kazimierza we Lwowie. Ukończył w 1963 studia fizyki na Uniwersytecie Warszawskim i rozpoczął pracę jako asystent w Zakładzie Optyki Instytutu Fizyki Doświadczalnej. Zajmował się optyką, fizyką atomową i cząsteczkową. Za rozprawę Pompowanie nadsubtelne par cezu i analiza procesów relaksacyjnych uzyskał w 1969 stopień doktora. Był długoletnim wykładowcą w zakładzie optyki Wydziału Fizyki Doświadczalnej Uniwersytetu Warszawskiego, dziekan tego wydziału (w latach 1990–1996), prodziekan oraz kierownik Zakładu Optyki Instytutu Fizyki Doświadczalnej. W 1992 został profesorem nauk fizycznych. Długoletni członek Senatu Uniwersytetu Warszawskiego, przewodniczący Komisji Prawno-Statutowej Senatu oraz członek Fundacji Uniwersytetu Warszawskiego oraz Towarzystwa Naukowego Warszawskiego. Popularyzator fizyki, autor książek Fizyka sportu (1992) i Einstein na huśtawce czyli fizyka zabaw, gier i zabawek (2002).
5 listopada 1998 został odznaczony Krzyżem Kawalerskim Orderu Odrodzenia Polski. W 2002 otrzymał Nagrodę za Popularyzację Fizyki przyznawaną corocznie przez Polskie Towarzystwo Fizyczne. Od 2003 jest dla niej eponimem, od 2005 do nagrody tej należy również Medal Krzysztofa Ernsta.
Zmarł w Warszawie, pochowany na cmentarzu Powązkowskim (kwatera 198-5-20,21).